# エリカ・ニューストロン

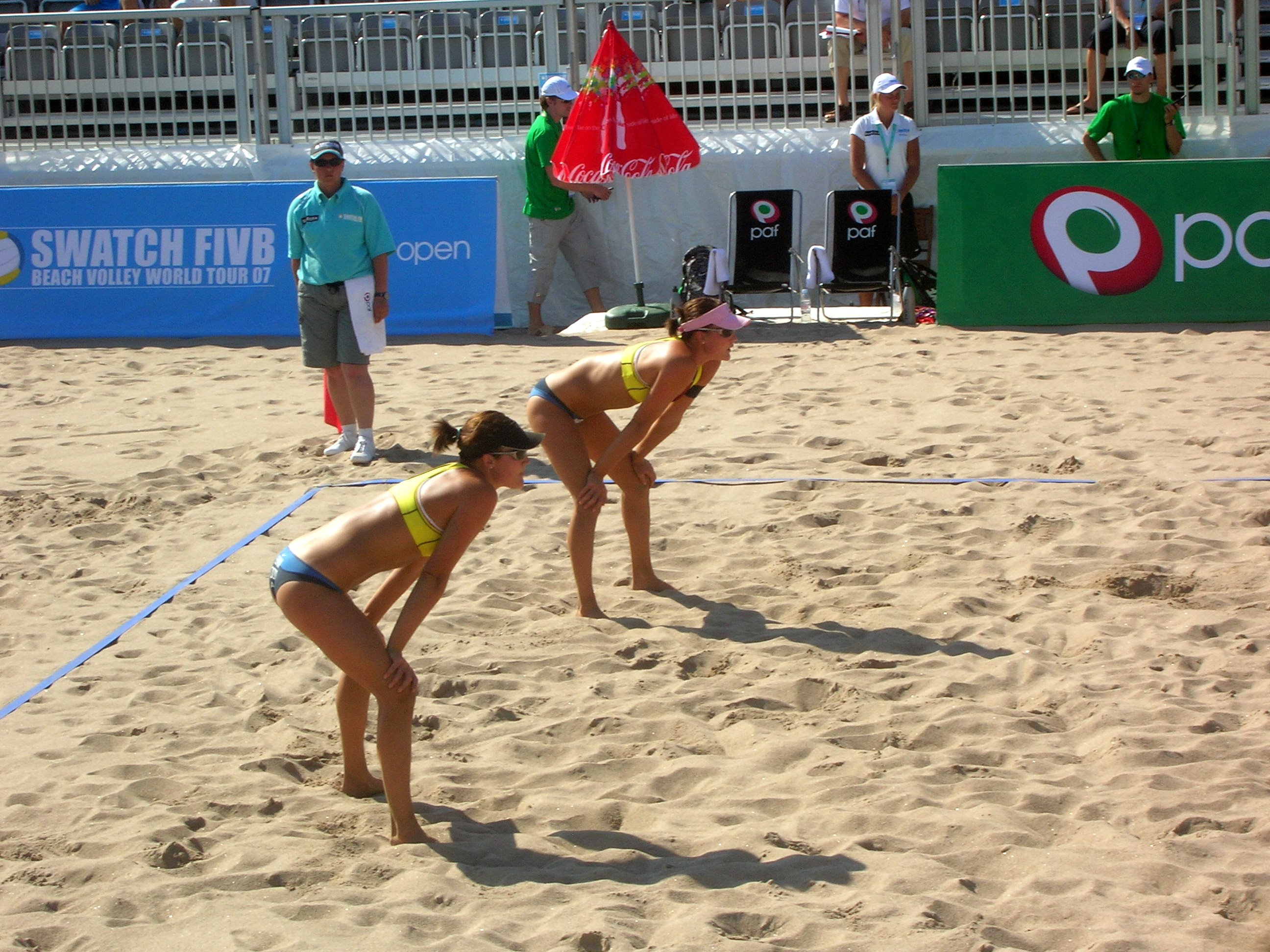
黒い帽子をかぶっている手前の女性がエリカ。奥は双子の妹エミリア。

エリカ・ニューストロン（Erika Nyström, 1983年9月13日 - ）は、フィンランドのユヴァスキュラの南西に位置するムーラメ(Muurame)出身のプロビーチバレー選手。一卵性双生児の姉であり、妹のエミリア・ニューストロンも同じくプロビーチバレー選手である。身長は1.79m体重は68kgで妹のエミリアよりも大柄である。
妹のエミリアとのペアで2002年、2004年、2005年、2006年、2008年にビーチバレーのフィンランド選手権で優勝しており、2000年と2001年にも準優勝を果たしている。